# Italia da stimare
Italia da stimare è stato un programma televisivo italiano di intrattenimento in onda di domenica su Rai 1 dal 2 giugno all'8 agosto 2015 per otto puntate, con la conduzione di Massimiliano Pani e dell'ex falsario Marco Cerbella.
Gli autori della trasmissione sono lo stesso Pani insieme ad Andrea Rovetta che ne cura anche la regia. 
Il programma è un viaggio tra i mercatini dell'usato e dell'antiquariato delle città italiane alla scoperta di oggetti curiosi, del loro valore e delle loro storie. 
Ne è stata realizzata anche un'edizione invernale tra i mercatini di natale, sempre per Rai 1, intitolata Natale da stimare.
| Puntata | Messa in onda  | Città                  | Telespettatori | Share   |
| ------- | -------------- | ---------------------- | -------------- | ------- |
| 1       | 7 giugno 2015  | Ascoli Piceno          | 2.165.000      | 14,34%  |
| 2       | 14 giugno 2015 | Venezia, Padova e Salò | 1.991.000      | 12,35%  |
| 3       | 21 giugno 2015 | Arezzo                 | 1.899.000      | 12,70 % |
| 4       | 28 giugno 2015 | Bologna                | 1.774.000      | 13,08 % |
| 5       | 5 luglio 2015  | Lucca                  | 755.000        | 6,81 %  |
| 6       | 12 luglio 2015 | Lecce                  | 1.506.000      | 10,82   |
| 7       | 19 luglio 2015 | Benevento              | 1.397.000      | 10,92   |
| 8       | 2 agosto 2015  | Matera                 | 1.669.000      | 13,07   |